# 桑德里奇 (伊利諾伊州)
桑德里奇（英語：Sand Ridge）是位於美國伊利諾伊州傑克遜縣的一個非建制地區。該地的面積和人口皆未知。

## 地理
桑德里奇的座標為37°44′24″N 89°26′33″W / 37.74000°N 89.44250°W，而該地的平均海拔高度為113米（即371英尺）。